# Adelophryne
Genre

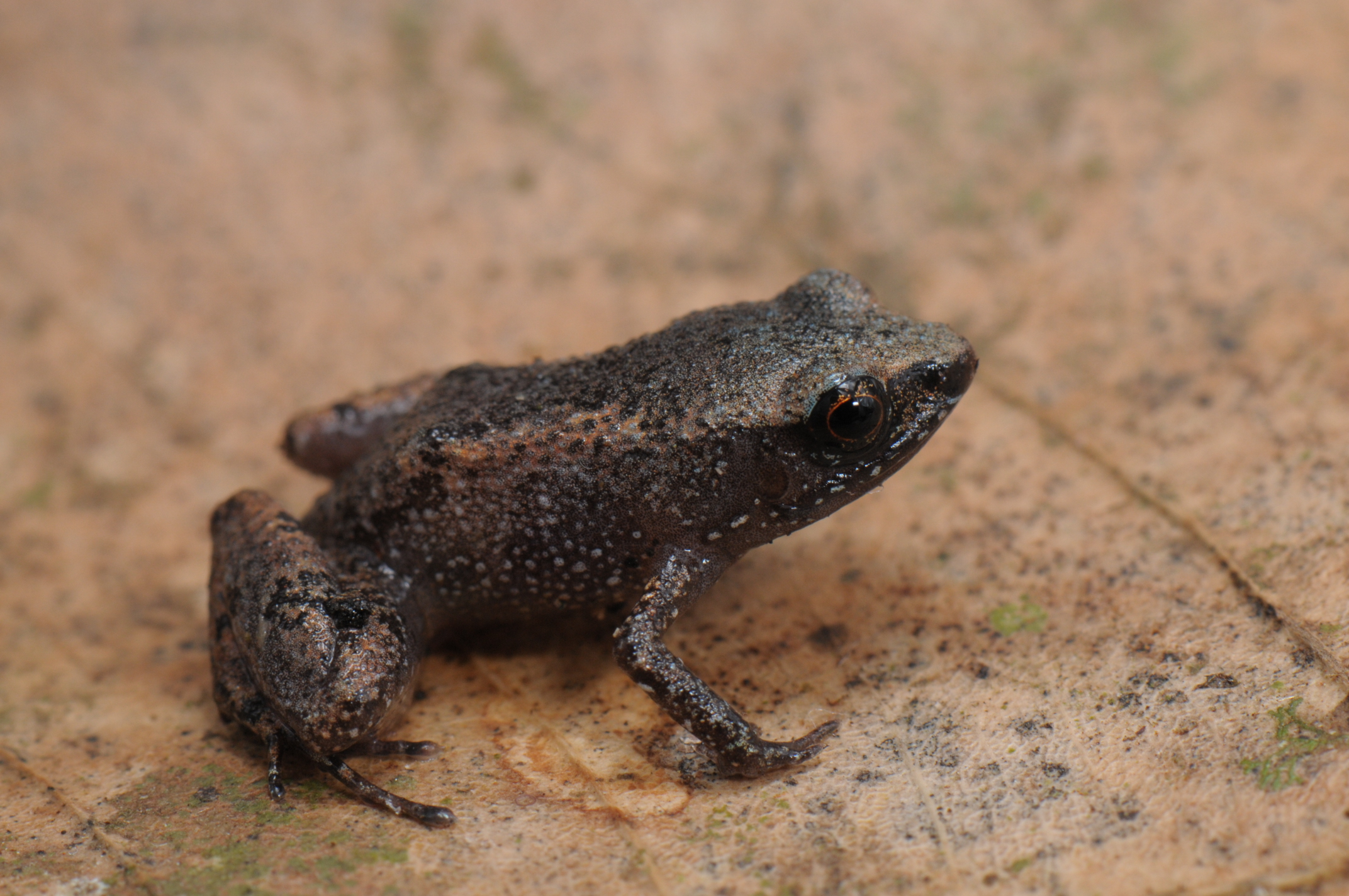

Adelophryne est un genre d'amphibiens de la famille des Eleutherodactylidae.

## Répartition
Les neuf espèces de ce genre se rencontrent dans le nord de l'Amérique du Sud dans l'est des Andes.

## Liste desespèces
Selon Amphibian Species of the World (18 novembre 2014) :
- Adelophryne adiastola Hoogmoed & Lescure, 1984
- Adelophryne amapaensis Taucce, Costa-Campos, Haddad, Carvalho, 2020
- Adelophryne baturitensis Hoogmoed, Borges & Cascon, 1994
- Adelophryne glandulata Lourenço de Moraes, Ferreira, Fouquet & Bastos, 2014
- Adelophryne gutturosa Hoogmoed & Lescure, 1984
- Adelophryne maranguapensis Hoogmoed, Borges & Cascon, 1994
- Adelophryne meridionalis Santana, Fonseca, Neves & Carvalho, 2012
- Adelophryne mucronatus Lourenço-de-Moraes, Solé & Toledo, 2012
- Adelophryne pachydactyla Hoogmoed, Borges & Cascon, 1994
- Adelophryne patamona MacCulloch, Lathrop, Kok, Minter, Khan & Barrio-Amoros, 2008

## Étymologie
Le nom de ce genre vient du grec adelos, invisible, inconnu ou obscur, et du grec phrynos, le crapaud.

## Publication originale
- Hoogmoed & Lescure, 1984 : A new genus and two new species of minute leptodactylid frogs from northern South America, with comments upon Phyzelaphryne (Amphibia: Anura: Leptodactylidae). Zoologische Mededelingen (Leiden), vol. 58, no 6, p. 85-115.